# 前田又兵衛
前田 又兵衛（まえだ またべえ、1904年10月25日 - 1993年5月9日）は、日本の経営者。前田建設工業の創立者。福井県出身。

## 経歴
1934年に早稲田大学政治経済学部を卒業し、同年に飛島組に入社。1938年に取締役に就任し、1946年に前田建設工業を設立し、社長に就任。1985年に会長に就任。
1942年以降に紺綬褒章を5回受章。
1993年5月9日肺炎のために死去。88歳没。